# افشانه مو
افشانهٔ مو یا اسپری مو از لوازم آرایشی متداول است که روی موی سر برای نگه داشتن حالت مناسب مو افشانده می‌شود. این افشانه ممکن است با پمپ روی موهای سر پخش شود.

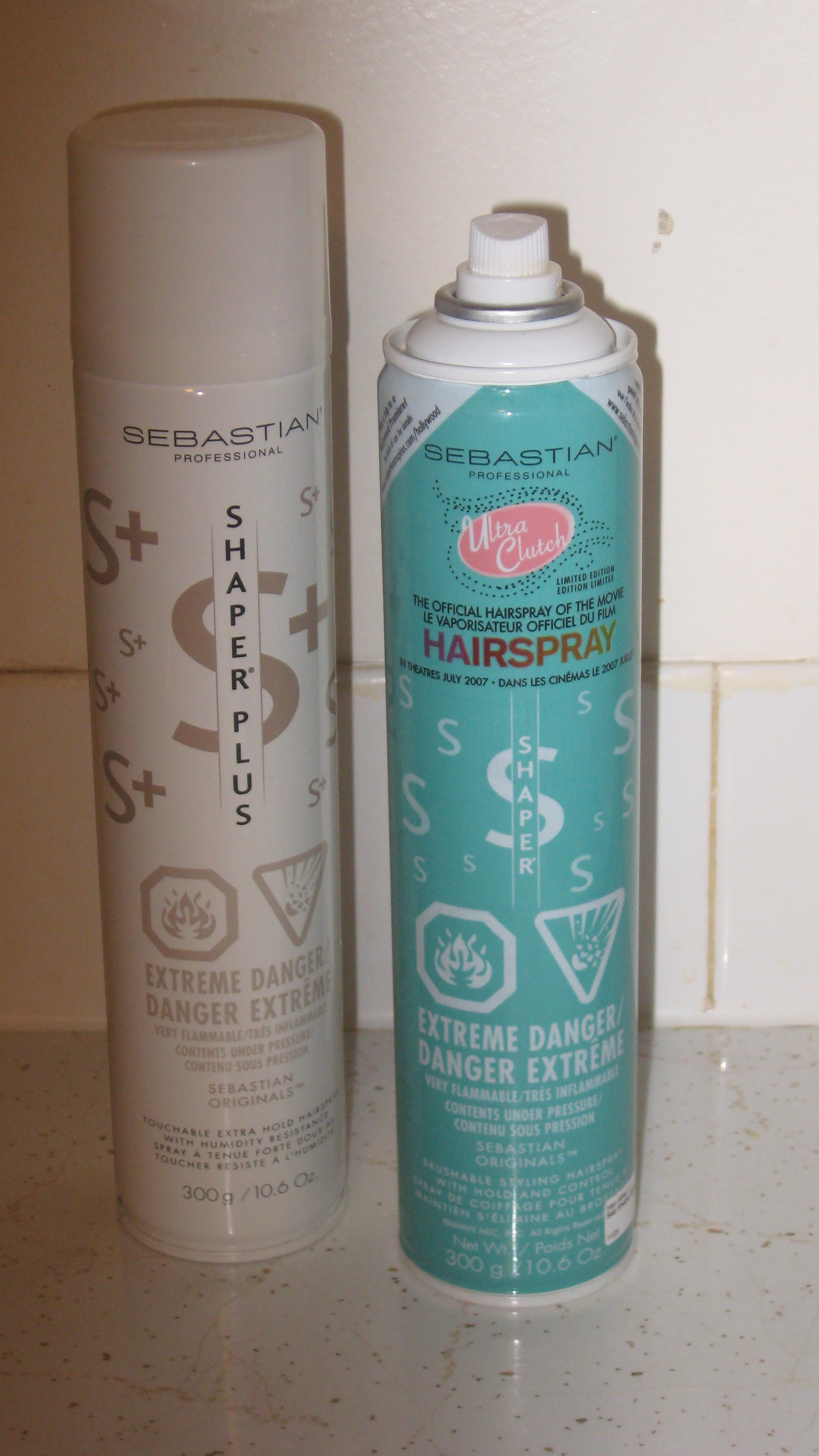
دو نوع مختلف از اسپری مو

## عناصر
محصولات افشانهٔ مو مخلوطی از پلیمرهای ساده صنعتی هستند که می‌توانند باعث حالت دهی به موها شوند. آنها غالباً شامل بسپارهای ناهمگن از پلی وینیل پیرولیدون(pvp) و پلی وینیل استات (pv) هستند.
 این مواد به شدت فرار و قابل اشتعال می‌باشند.
این عناصر فعال فقط بخش کوچکی از افشانه مو را تشکیل می‌دهند. اکثر حجم قوطی با حلال فرار لازم پر شده‌است که شامل الکل‌های ساده نظیر اتانول یا ترت-بوتانول برای حل کردن عناصر فعال و دی متیل اتر یا مخلوط هیدروکربن‌هایی نظیر (propellants) می‌باشد.